# Българи в Грузия
Българите са малък по численост народ в Грузия. Според преброяването на населението през 2002 година, те са 138 души, или 0.003 % от населението на страната.

## История
По време на руско-турските войни руската императрица Екатерина II заявява че може да приеме християните-бежанци в Руската империя (вкл. дн. Грузия). Български бежанци напускат по Черно море, и с пристигането си получават земи. Там те създават българско селище - Благоево, в което живеели само българи.
Според архивите, през 70-те години на 19 век в Грузия са пристигат два кораба - около 300 души със семействата си. Те били облечени в народните си носии - които самите грузинци описват. Разполагат се на брега на Черно море. Една част се заселва в Сухуми, а друга - в Аджария.
През 1940-те години голяма част от българите и германците се третират като хора от „неблагонадеждна нация“ и са изпращани на заточение.

## Численост и дял
Численост и дял на българите според преброяванията на населението в Грузия през годините:
| Година | Дял (в %) | Численост |
| ------ | --------- | --------- |
| 1926   | 0.0059    | 160       |
| 1939   | 0.0358    | 1268      |
| 1959   | 0.0287    | 1163      |
| 1970   | 0.0189    | 889       |
| 1979   | 0.0120    | 600       |
| 1989   | 0.0124    | 671       |
| 2002   | 0.0031    | 138       |

## Дейност
През 1996 година в столицата Тбилиси, по инициатива на Райна Белева-Ахалкацишвили е създадено дружество Съюз на българите в Грузия „Възраждане“. Регистрирано е през 1997 година, а последната му пререгистрация е през 1998 година.